# Vincent Pasquier
Vincent Pasquier (* 28. Mai 1957) ist ein französischer theoretischer Physiker.
Er ist Wissenschaftler am Institut für Theoretische Physik des Kernforschungszentrums in Saclay.
Pasquier befasste sich in den 1980er Jahren mit theoretischer Kernphysik, dann mit exakten Modellen in der statistischen Mechanik. 2001 veröffentlichte er mit Alexander Kamenshchik und Ugo Moschella über Kosmologie, darunter eine Alternative zur Quintessenz-Erklärung (Dunkle Energie) der beschleunigten Expansion des Universums mit Hilfe von (hypothetischer) Materie mit einer exotischen Zustandsgleichung (Chaplygin-Gas, benannt nach dem Aerodynamiker Sergei Alexejewitsch Tschaplygin).  Sie untersuchten auch Kosmologie mit Tachyon-Materie im Unterschied zu den üblichen inflationären Modellen mit skalarer Materie, was in bestimmten Szenarien zu einem Ende in unendlicher Verlangsamung der Expansion führt (Big Brake).
1990 erhielt er den Preis der Akademie der Wissenschaften in Lyon. 2001 erhielt er den Paul-Langevin-Preis.

## Schriften (Auswahl)
- mit A. Jackson, A. D. Jackson: The skyrmion-skyrmion interaction, Nucl. Phys. A, Band 432, 1985, S. 567–609
- Two-dimensional critical systems labelled by Dynkin diagrams, Nucl. Phys. B, Band 285, 1987, S. 162–172
- mit Hubert Saleur: Common structures between finite systems and conformal field theories through quantum groups, Nucl. Phys. B, Band 330, 1990, S. 523–556
- mit Robbert Dijkgraaf, P. Roche: Quasi Hopf algebras, group cohomology and orbifold models, Nucl. Phys. B, Proc. Suppl., Band 18, 1991, S. 60–72
- mit F. D. M. Haldane, Z. N. C. Ha, J. C. Talstra, D. Bernard: Yangian symmetry of integrable quantum chains with long-range interactions and a new description of states in conformal field theory, Phys. Rev. Lett., Band 69, 1992, S. 2021
- mit Denis Bernard, M. Gaudin, F. D. M. Haldane: Yang-Baxter equation in long-range interacting systems, Journal of Physics A, Band 26, 1993, S. 5219
- mit B. Derrida, M. R. Evans, Vincent Hakim: Exact solution of a 1D asymmetric exclusion model using a matrix formulation, Journal of Physics A, Band 26, 1993, S. 1493
- mit A. Kamenshchik, U. Moschella: An alternative to quintessence, Phys. Lett. B, Band 511, 2001, S. 265–268, Arxiv
- mit V. Gorini, A. Kamenshchik, U. Moschella: Tachyons, scalar fields, and cosmology, Phys. Rev. D, Band 69, 2004, S. 123512, Arxiv
- mit Benoit Doucot, Bertrand Duplantier, Vincent Rivasseau (Hrsg.): The Quantum Hall Effect: Poincaré Seminar 2004, Birkhäuser 2005 (darin mit Doucot: Physics in a strong magnetic field)
- Herausgeber mit J. Jacobsen, S. Ouvry, D. Serban, Leticia Cugliandolo: Exact methods in low dimensional statistical physics and quantum computing, Les Houches 89, Oxford UP 2010